# Riserva naturale orientata Capo Rama
Die Riserva naturale orientata Capo Rama ist ein Naturschutzgebiet in der Metropolitanstadt Palermo in der italienischen Region Sizilien.

## Territorium
Das Naturschutzgebiet mit der EUAP-Kennung EUAP1101 liegt an der Nordküste der Insel Sizilien westlich von Palermo auf dem Gemeindegebiet von Terrasini. Das Territorium erstreckt sich über ein etwa trapezförmiges Felsplateau, das nach drei Seiten hin steil zum Tyrrhenischen Meer abfällt. Nach Nordosten grenzt das Gebiet an die Meeresbucht Cala Rossa an, nach Südwesten an den Golf von Castellammare. Im Nordwesten gehört auch noch das Meeresgebiet zwischen der Felsküste und einer geraden Verbindungslinie zwischen den beiden Kaps Capo Rama am Ende des Golfs von Castellammare und Punta Catalana am Ende der Cala Rossa zu dem Naturschutzgebiet. An diesem Teil der Küste liegt die Cala Porro, eine Meeresbucht, in der die Brandung große Grotten in dem Fels gebildet hat.
In dem Naturschutzgebiet sind vorwiegend zwei verschiedene Landschaftsformen vertreten: Der Küstenbereich auf drei Seiten des Reservats besteht aus nacktem Fels mit der dafür typischen Felsvegetation, im Binnenbereich herrscht überwiegend Sandboden mit einer Macchia-Vegetation vor.
Das eigentliche Schutzgebiet (Zone A) hat eine Fläche von 21 ha. An der Südostseite ist ihm zum Landesinneren hin eine Zone B mit geringerem Schutzgrad vorgelagert, so dass die Gesamtfläche 57 ha beträgt. Auf dieser Seite gibt es drei Eingänge, von denen aus teils sandige, teils felsige Wege durch die verschiedenen Bereiche des Reservats führen.
Die Verwaltung des Naturreservats ist der WWF Italia anvertraut, der italienischen Sektion des WWF (World Wide Fund For Nature). Das Gebiet ist auch Bestandteil des SIC (Sito di Importanza Comunitaria) „Cala Rossa e Capo Rama“ mit der Kennung IT020009, das zusätzlich die gesamte Küste der Cala Rossa und weitere Küstenstrecken östlich der Cala Rossa und südlich des Capo Rama umfasst.

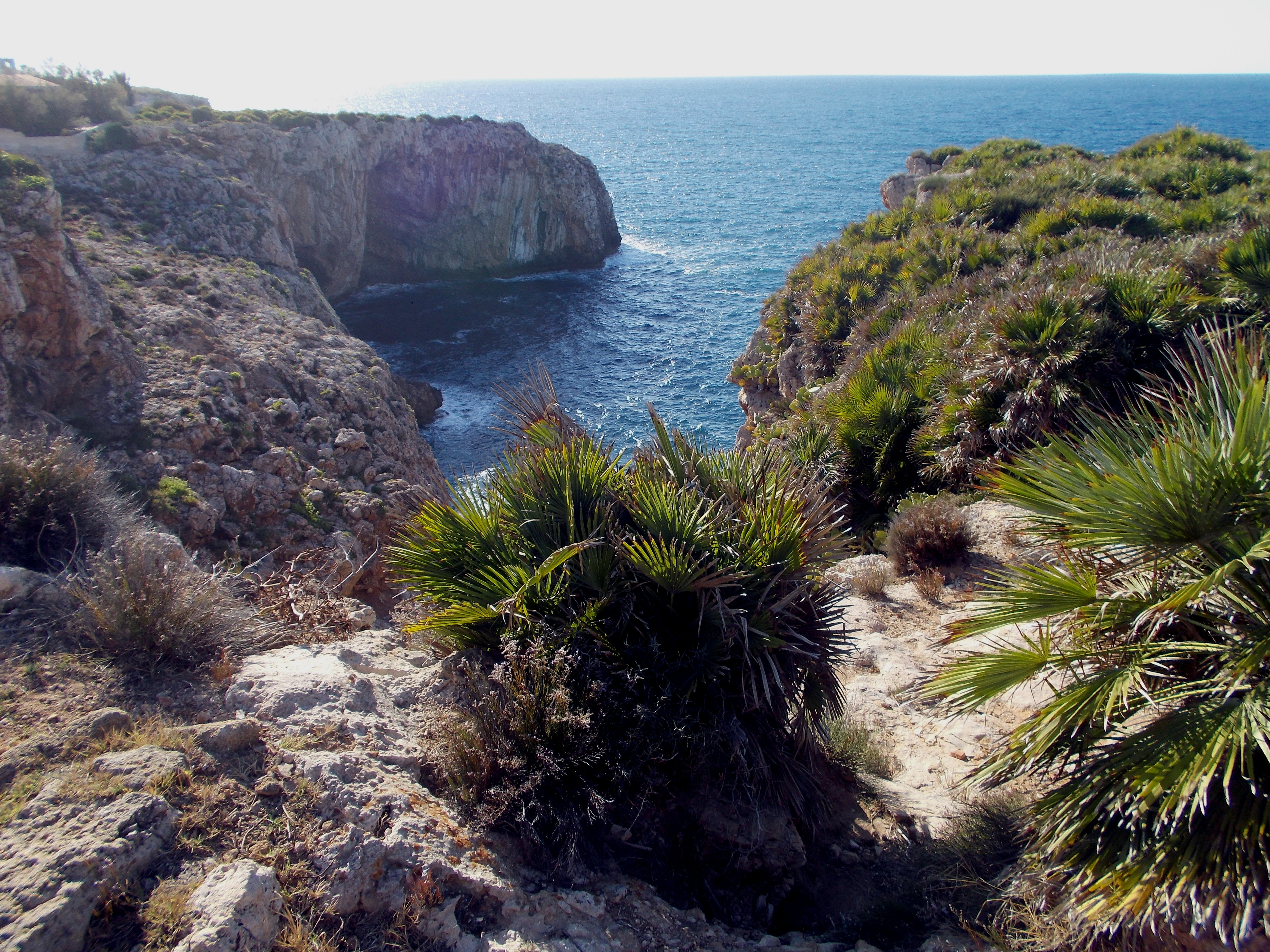
Küstenbereich
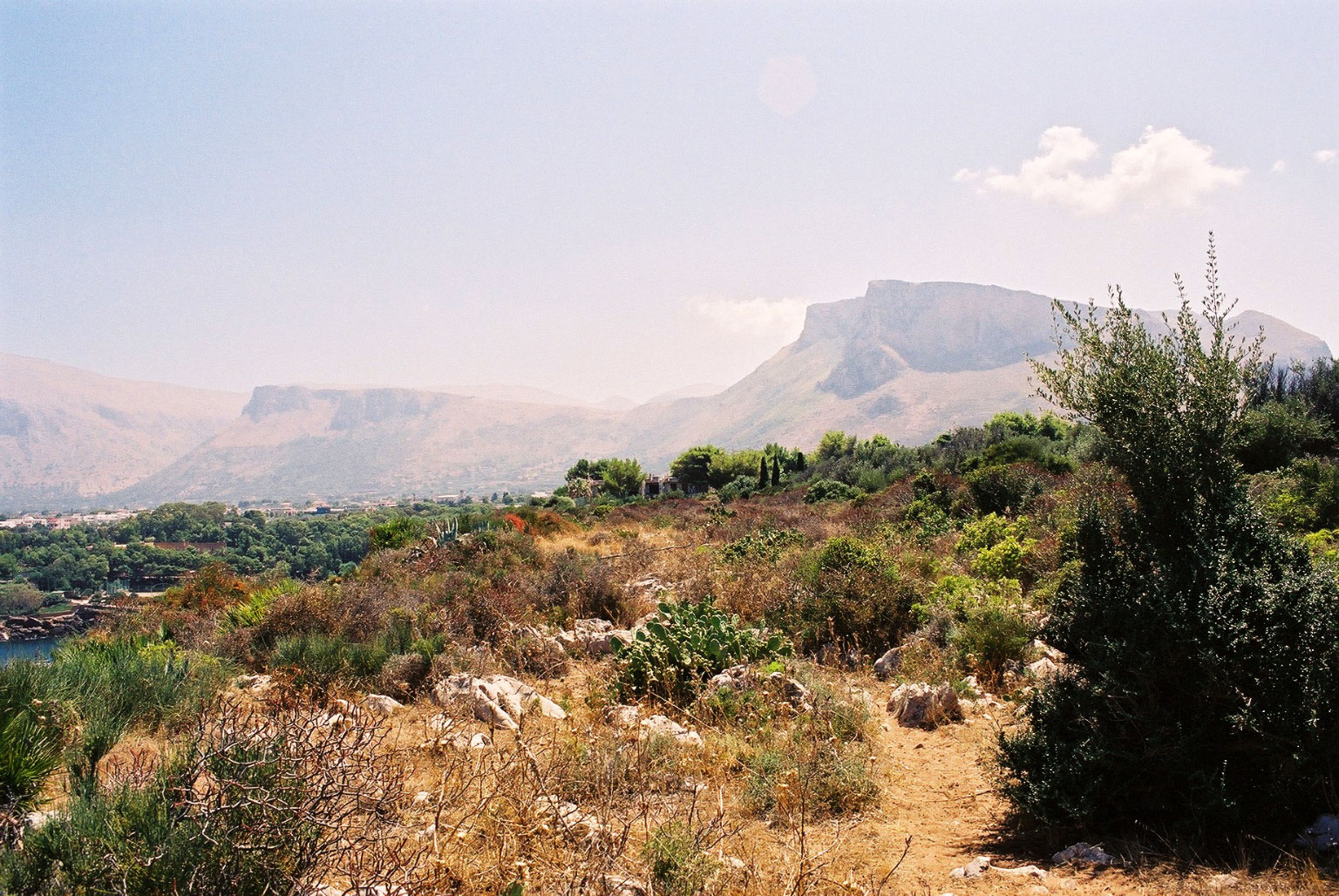
Binnenbereich

## Bauwerke
Auf dem Capo Rama steht mit dem Torre di Capo Rama einer der ältesten der Küstenwachttürme Siziliens.